# Marion H. Peters
Marion Hélène Peters (Jakarta, 30 januari 1951), is een Nederlandse historica en schrijfster.

## Biografie
Marion Peters kwam in Jakarta ter wereld en is de oudste van twee dochters van Robbert Nicolaas (Bob) Peters (1921-2017) en Nelly Cornelia (El) Dirker (1921-1998), beiden geboren in Rotterdam.

### Opleiding
Peters studeerde aan de Universiteit van Amsterdam achtereenvolgens Nederlands (1975), Algemene Literatuurwetenschap (1984) en Kunstgeschiedenis van de Nieuwere Tijd (1985). In maart 2008 promoveerde zij aan de Rijksuniversiteit Groningen op het proefschrift Mercator Sapiens. Het wereldwijde onderzoek van Nicolaes Witsen (1641-1717), burgemeester en VOC-bewindhebber van Amsterdam. Hiervan kwam begin 2010 bij uitgeverij Bert Bakker een bijgewerkte handelseditie uit: De wijze koopman.

### In steen geschreven
Op reis in India in 1993 ontdekte Peters samen met fotograaf Ferry André de la Porte een hindoe-tempeltje in een rots. Op de wanden en beelden bleken meer dan honderd namen van Nederlanders uit de Vereenigde Oostindische Compagnie-tijd te zijn uitgehakt, waaronder de naam van Daniel Havart, de schrijver van Op- en ondergang van Cormandel (1693). Deze vondst vormde de aanzet voor een jarenlang onderzoek naar de achtergronden van de Vereenigde Oostindische Compagnie en de Nederlanders in het toenmalige India. Op basis van dit onderzoek publiceerden Peters en De la Porte in 2002 het boek In steen geschreven. Leven en sterven van VOC-dienaren op de Kust van Coromandel in India. Tevens stelden zij hierover een fototentoonstelling samen in het Rijksmuseum Amsterdam. Met deze tentoonstelling werd ook het VOC-herdenkingsjaar in 2002 geopend.

## Werken

### Tentoonstellingen
- 'Foto’s uit verre landen’, een foto-expositie van Ferry André de la Porte over Nederlands erfgoed in India, Rijksmuseum Amsterdam 2002

### Boeken
- In steen geschreven. Leven en sterven van VOC-dienaren op de Kust van Coromandel in India (Amsterdam 2002) (i.s.m. Ferry André de la Porte)
- De wijze koopman. Het wereldwijde onderzoek van Nicolaes Witsen (1641-1717), burgemeester en VOC-bewindhebber van Amsterdam (Amsterdam 2010)

### Artikelen (selectie)
- ‘Nicolaes Witsen and Gijsbert Cuper: two seventeenth-century Dutch Burgomasters and their Gordian Knot’, Lias (1989) vol. 16/1, p. 111-151
- ‘From the study of Nicolaes Witsen (1641-1717). His life with books and manuscripts’, Lias (1994) vol. 21/1, p. 1-49
- ‘Nepotisme, patronage en boekopdrachten bij Nicolaes Witsen (1641-1717), burgemeester en VOC-bewindhebber van Amsterdam’, Lias (1998) vol. 25/1, p. 83-135
- ‘VOC-vrouwen op de Kust van Coromandel’, Jaarboek Centraal Bureau voor Genealogie (2004) 58, p.68-105
- ‘Het Portugese- of Buitenkerkhof in Pulicat op de oostkust van India. Een oude VOC-begraafplaats in ere hersteld’ (i.s.m. ir. Hans Schiebroek), Bulletin KNOB (2005) 104/6, p.229-239
- ‘Françoisa de Witt 1634-1672’, Digitaal Vrouwenlexikon van Nederland (2009; levensbeschrijving)
- ‘Johanna Maria van Riebeeck 1679-1759', Digitaal Vrouwenlexicon van Nederland (2010; levensbeschrijving)
- 'Inscripties in India als wegwijzers naar het VOC-verleden', themanummer Nederlandstalige collecties in het buitenland in Kunsttijdschrift Vlaanderen (2011) jg. 60/1, p. 18-21
- 'Een werk van eruditie, koopmansgeest en twijfel. Nicolaes Witsens Aeloude en hedendaegsche scheepsbouw en bestier 1671', Papieren pracht uit de Amsterdamse gouden eeuw. Geschenken van het Dr. Th.J. Steenbergen Fonds (2011), p. 152-162
- "Asia in Amsterdam. The culture of luxury in the Golden Age" (2015). Tentoonstellingscatalogus Peabody Essex Museum, Salem, Massachusetts i.s.m. Rijksmuseum Amsterdam. Cats. 55a-b, 56 a-b, p. 198-205

## Bekroning
- 2003: Linschotenpenning uitgereikt door de Linschoten-Vereeniging, voor In steen geschreven (2002) als de meest originele publicatie voor de jaren 2001 en 2002 (het ‘VOC-jaar’).[5]

- Bibliothèque nationale de France: cb14424946k (data)
- Gemeinsame Normdatei: 14190562X
- International Standard Name Identifier: 0000 0000 8116 2175
- Library of Congress Control Number: n2002042403
- Nederlandse Thesaurus van Auteursnamen: 14056425X
- Système universitaire de documentation: 079558534
- Virtual International Authority File: 238722692
- WorldCat: E39PBJqk84dCXjb8cFkfK3j3cP